# XXII век
XXII (два́дцать второ́й) век  по григорианскому календарю — век с 1 января 2101 года по 31 декабря 2200 года. Это 2-й век 3-го тысячелетия.  Он наступит через 76 лет.

## Ожидаемые события

### 2110-е годы
- 2115 — ожидается выход фильма «100 лет»[1][2].

## Ожидаемые астрономические события
- В XXII веке ожидается 238 лунных затмений[3] и 235 солнечных[4].
- Август 2113 года — Плутон впервые достигнет афелия с момента открытия.
- 2 апреля 2117 года — кольцеобразное солнечное затмение будет наблюдаться в южной части Индийского океана[4].
- 26 сентября 2117 года — полное солнечное затмение в Тихом океане. Полная фаза будет наблюдаться в Тихом океане, в 2600 километрах к западу от Гавайских островов[4].
- 11 декабря 2117 года — прохождение Венеры по диску Солнца — первое после 2012 года[5].
- 2123 год — тройное соединение Марс — Юпитер.
- 14 сентября 2123 года — в 15:28 UTC Венера закроет Юпитер (покрытие Венерой Юпитера).
- 8 декабря 2125 — прохождение Венеры по диску Солнца[6].
- 2126 год — комета Свифта — Таттля пролетит вблизи Земли на расстоянии 0,15 а. е.
- 29 июля 2126 — в 16:08 UTC Меркурий закроет Марс (произойдёт покрытие Меркурием Марса).
- 16 октября 2126 года — полное солнечное затмение, которое можно наблюдать в Москве[7].
- 10 марта 2130 года — в 07:32 UTC Солнце пройдёт через барический центр Солнечной системы.
- 3 декабря 2133 года — в 14:14 UTC произойдёт покрытие Венеры Меркурием.
- 2134 год — прохождение перигелия кометой Галлея.
- 2148 год — тройное соединение Марс — Сатурн.
- 2170 год — тройное соединение Марс — Юпитер.
- 21 января 2178 года — Плутон впервые с момента его открытия (18 февраля 1930 года) завершит полный оборот вокруг Солнца[8].
- 2182 год — высока вероятность падения на Землю астероида (101955) Бенну[9].
- 2185 год — тройное соединение Марс — Сатурн.
- 2187 год — тройное соединение Марс — Сатурн.
- 2 сентября 2197 года — Венера покроет Спику (впервые с 10 ноября 1783 года)[10].